# 漢尼夫齊 (伊凡諾-法蘭科夫斯克州)
49°8′51″N 24°39′41″E / 49.14750°N 24.66139°E
漢尼夫齊（羅馬化：Hannivtsi）是烏克蘭西部的村莊，隸屬伊萬諾-弗蘭科夫斯克州的伊萬諾-弗蘭科夫斯克區。該村面積3.11平方公里，2001年人口161，人口密度每平方公里51.7人。